# HMS Ajax (22)
L'HMS Ajax era un creuer lleuger de classe Leander que va servir amb la Royal Navy durant la Segona Guerra Mundial. Es va fer famós per la seva participació a les batalles del Riu de la Plata, de Creta, Malta i com a escorta de subministrament al setge de Tobruk. Aquest vaixell va ser el vuitè de la Royal Navy a portar el nom. El febrer de 1942 va ser adoptada per la comunitat civil d'Halifax.

## Preguerra i primeres accions
L'Ajax es va construir a la drassana de Vickers, a Barrow-in-Furness, Anglaterra. Va ser botat el 7 de febrer de 1933, llançat l'1 de març de 1934 i finalitzada el 12 d'abril de 1935. Va ser comissionat per al servei a l'estació d'Amèrica del Nord i de les Índies Occidentals, però després de treballar el maig de 1935, es va desplegar en canvi al Mediterrani en servei individual després de la crisi abissiniana. Això va durar fins al novembre, quan finalment es va unir a la seva esquadra a les Bermudes. Fins al 1937 va realitzar exercicis i visites a ports de les Amèriques. Al final del seu desplegament a les Antilles, l'Ajax va tornar a Gran Bretanya per reparar-lo. En aquest moment, la seva bateria de 4 polsades es va actualitzar canviant de un canó sol a muntatges dobles.
Es va reincorporar al seu esquadró a les Índies Occidentals el febrer de 1938 i va romandre en aquesta estació fins al 1939, quan va ser enviat al Pacífic, al sud d'Amèrica del Sud. El 27 de gener, l'Ajax va assistir al rescat de les víctimes del terratrèmol a Talcahuano, a Xile. Després va tornar a les Bermudes i es va reubicar a la divisió de l'Atlàntic Sud al març.
Quan es va declarar la guerra el setembre de 1939, l'Ajax va prendre la seva estació adequada i va patrullar davant del Riu de la Plata. Allà va enfonsar el vaixell mercant alemany Olinda el 3 de setembre. Va interceptar el mercant alemany Carl Fritzen i el vaixell de passatgers Ussukuma (amb el creuer HMS Cumberland) els dies 4 i 5 de setembre, respectivament. Ambdós vaixells van ser enfonsats pels seus tripulants per evitar ser presos com a premis.
Després d'un breu desplegament a les Illes Malvines i als seus voltants, l'Ajax va tornar a la seva estació davant a La Plata el 21 de setembre.

## La caça de l'Admiral Graf Spee

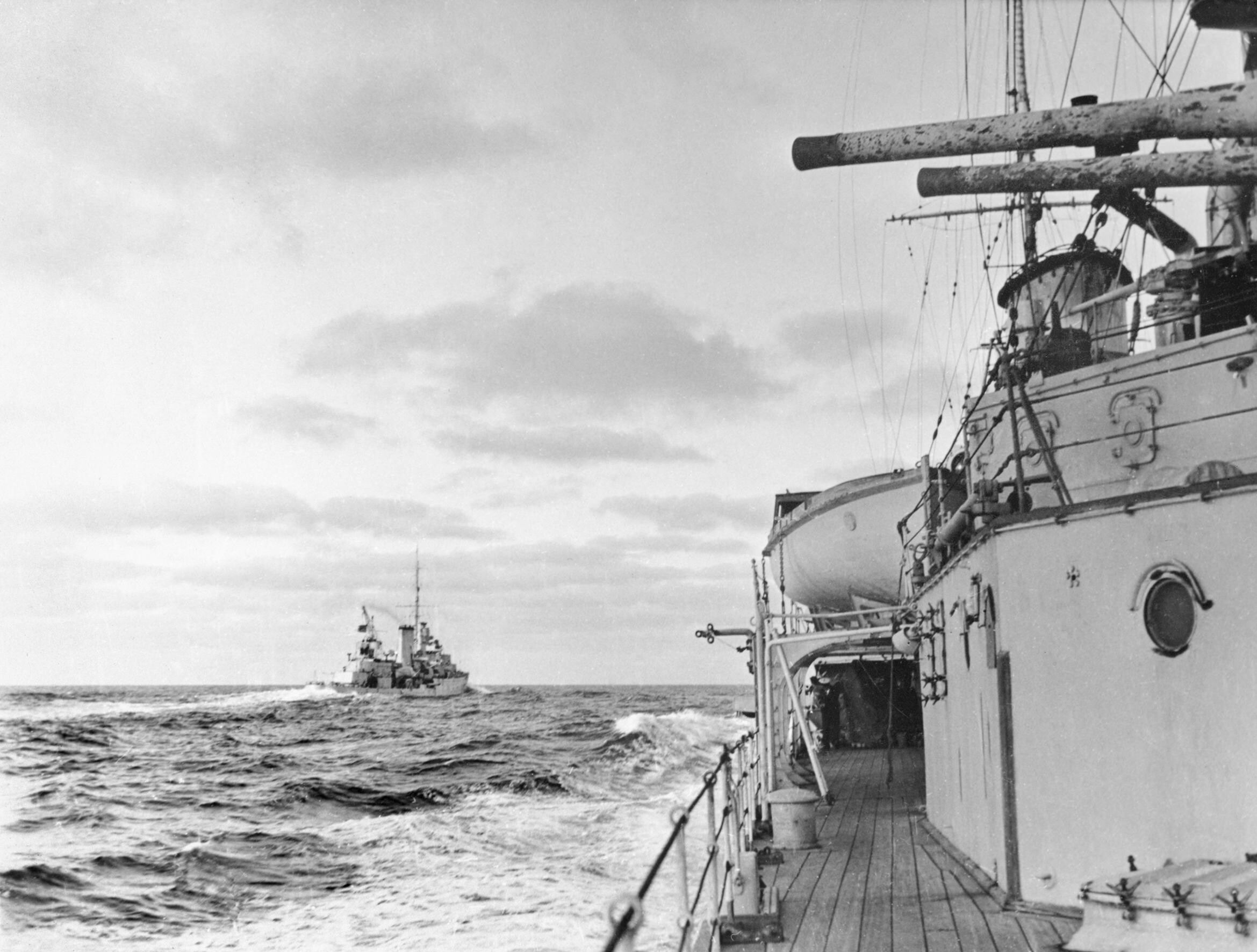
El HMS Aquil·les vist des de l'Ajax durant la batalla del Riu de la Plata

Quan l'assetjador alemany, l'Admiral Graf Spee, es va convertir en una amenaça, es va formar la Força G a partir de l'Ajax (vaixell insígnia del comodor Henry Harwood), el HMS Exeter i el HMNZS Achilles, tots ells creuers. (El Cumberland, també part d'aquesta força, estava sent reformat a Port Stanley). La Força G va localitzar i va contactar el Graf Spee el 13 de desembre, malgrat la potència de foc més gran del vaixell de guerra alemany. L'l'Ajax va ser colpejat set vegades pels alemanys: les torretes X i Y van ser desactivades, es van sofrir danys estructurals i hi va haver 12 baixes, entre elles 7 morts. L'Exeter, més greument danyat, es va retirar i va deixar els dos creuers lleugers per mantenir el contacte amb Graf Spee quan es va retirar a Montevideo. Els motius de la retirada del vaixell alemany i el seu fracàs en l'explotació del seu avantatge no són clars, però hi va haver danys als arcs, que van afectar la seva qualitat de mar i els seus sistemes de combustible. L'Ajax i l'Achilles, als quals se'ls uní el Cumberland, van esperar els esdeveniments i van fer creure amb èxit als alemanys que hi havia una força superior. El Graf Spee va ser enfonsat per la seva pròpia tripulació. El 3 de gener de 1940 L'Ajax'' s'abastí de combustible a Port Stanley i va reprendre la seva patrulla.
El 3 gener de 1940, l'Ajax va atracar a Montevideo, sent rebut amb alegria per la ciutadania, quedant-se allà fins al 5 de gener, quan ha de tornar a Gran Bretanya per ser reformat, a través de Rio de Janeiro i Freetown. Durant la travessia se li va unir el portaavions Ark Royal, el creuer de batalla Renown i els destructors Hasty, Hero, Dainty i Diamond. L'Ajax va arribar a Plymouth a finals de gener; el mes següent, va ser lliurada a Chatham Dockyard per reformar-lo.
L'abril de 1940 el capità Edward Desmond McCarthy Bewley n'assumí el comandament.

## Mediterrània, Creta i el nord d'Àfrica
Un cop reformat i posat a punt, l'Ajax es va preparar per al servei a l'agost de 1940. La seva reforma havia inclòs l'addició d'un radar tipus 279, [11] un pal de trípode i zarebas per a les bateries de 4 ".
L'agost de 1940, l'Ajax va ser assignat a la 7a esquadra de creuers per al servei mediterrani (França havia caigut i Itàlia era ara un bel·ligerant amb una armada significativa). Va salpar de Gran Bretanya el 21 d'agost com a part de l'escorta (amb el York), fins a un comboi cap a Egipte dirigit pel Mediterrani (operació Barrets), però es va quedar amb una porció que es desvià cap a Durban. A finals de setembre, va escortar un comboi de tropes (Empress of Japan, Orion i Oronsay) des d'Aden fins a la ciutat de Suez. L'Ajax es va unir al HMAS Sydney a Alexandria el 30 de setembre.
Del 2 al 16 d'octubre, l'Ajax va participar en importants maniobres de la flota per interceptar els combois italians a Líbia i protegir els combois britànics cap a Malta. En primer lloc, va navegar amb la flota per buscar combois italians, possiblement amb les seves pròpies escortes. El 8 d'octubre, l'Ajax es va tornar a desplegar amb una important força naval per cobrir el pas a Malta del comboi MF3 (operació MB6). L'Ajax i l'Orió van patrullar al sud-est de Malta abans de cobrir el retorn del comboi MF4 a Alexandria el 12 d'octubre. (La flota principal es va desplegar a l'oest del comboi).
Durant la nit de l'11 al 12 d'octubre, l'Ajax va interceptar una petita força italiana. En una acció nocturna a distància (de vegades anomenada la batalla del cap Passero), es van enfonsar dos torpediners de classe Spica, l'Airone i l'Ariel, i el destructor Artigliere va ser inhabilitat (posteriorment enfonsat per HMS York). Dos vaixells de guerra més van escapar a una cortina de fum. El mateix Ajax va ser colpejada per set obussos que van destruir un dels seus bots, van causar greus danys al pont i a la instal·lació del radar i 35 baixes, entre elles 13 morts. Va tornar a Alexandria el 16 d'octubre.
A finals d'octubre, l'Ajax es va llançar a la primera de les dues operacions per dur reforços a la badia de Suda, a Creta, en l'operació Barbaritat; va patir pels atacs aeris. Quan va tornar a la flota el 6 de novembre, va ajudar a cobrir un comboi de Malta, el MW3. Aquesta va ser una operació important, que va implicar la major part de la flota mediterrània i part d'un conjunt més ampli de moviments de vaixells, l'operació Coat. Va formar part de la Força X que es va desprendre de la flota principal l'11 de novembre per sortir a l'estret d'Òtranto, entre Itàlia i Albània, per proporcionar una diversió i donar cobertura a l'exitós atac aeri naval contra Tàrent.
El 12 de novembre, després de girar per tornar a la flota principal, van interceptar un petit comboi de quatre vaixells mercants italians escortats per l'auxiliar naval Ramb III i l'obsolet torpediner Nicola Fabrizi. El Ramb III va disparar 19 salves en defensa pròpia i va aconseguir fugir sense patir cap dany. El Nicola Fabrizi es va quedar amb els vaixells mercants i va atacar les forces britàniques. Com a resultat, el Nicola Fabrizi va ser colpejat immediatament i va patir greus danys. El torpediner italià va continuar lluitant fins que no va poder lluitar més i es va retirar molt malmès. Després de neutralitzar el Nicola Fabrizi, la força britànica va dividir els objectius i va enfonsar els quatre vaixells mercants italians. Aquesta acció va tenir lloc prop de l'estret d'Òtranto.
La força X també va bombardejar el port de Durazzo i va incendiar la refineria de petroli. abans de reincorporar-se a la flota. L''Ajax i altres vaixells van ser desvinculats de la flota i repostats a la badia de Suda abans de tornar a Alexandria.
Del 15 al 20 de novembre, l'Ajax i quatre creuers més avn transportar tropes d'Alexandria al Pireu, el port d'Atenes, i van tornar a Alexandria. El 23 de novembre, es va desplegar amb la Força B per cobrir un comboi a Creta i donar suport als atacs aeris contra Trípoli des de l'Eagle.

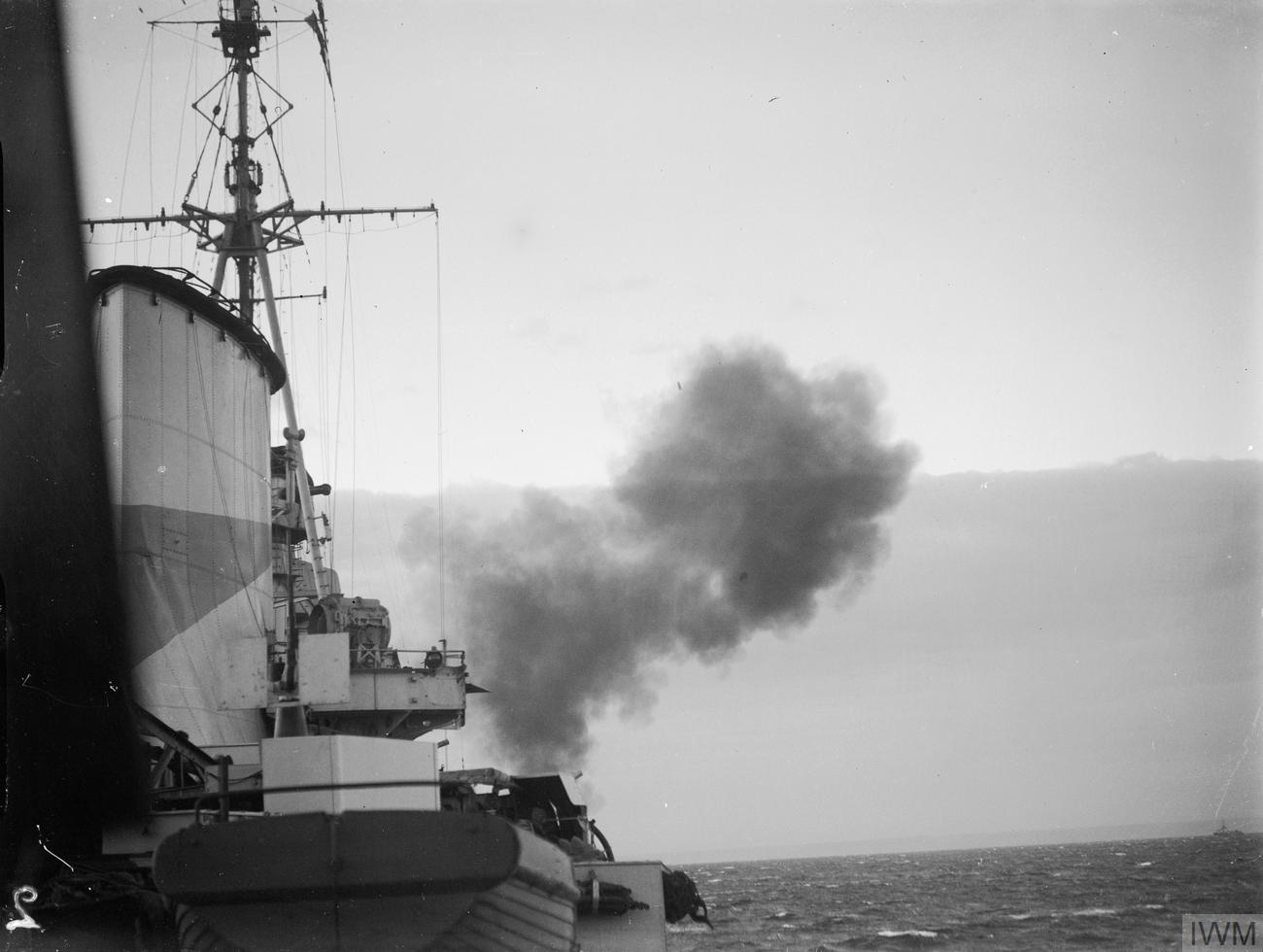
L'Ajax bombardeja Bardia el desembre de 1941

L'Ajax va participar en la batalla del Cap Matapan i va rebre l'impacte de les bombes dels Ju 87s el 21 de maig de 1941. Va evacuar moltes tropes de Creta fins al 29 de maig. Després va cobrir les operacions sirianes al juny i es va unir a la força K a Malta el novembre, sent retirada el febrer de 1942 per a la seva reforma.

## Dos anys fora de combat (1942 i 1943)
El 6 de febrer va partir de Suez cap al Regne Unit pel Cap de Bona Esperança, fent escala a Mombasa (9 de març) i Freetown (9 d'abril), arribant a Clyde el 14 d'abril. El 6 de juny, el van portar per reformar-lo al Chatham Dockyard, on va estar-se fins al setembre. La seva artilleria antiaèria (AA) va ser augmentada per onze canons Oerlikon de 20mm. També es van instal·lar diversos conjunts de radar; radars de control de foc per als seus canons principals (Tipus 284), per l'armament antiaeri (Tipus 285) i control de bombes (Tipus 283); un radar d'avís d'avió millorat (el Tipus 281 va substituir el Tipus 279), també es va instal·lar un radar d'alerta superficial (el Tipus 272). Les seves instal·lacions d'avions van ser retirades. L'Ajax es va sotmetre a proves posteriors a la restauració a l'octubre i després de ser reincorporat el 24 d'octubre, va treballar a Scapa Flow amb la Home Fleet durant el novembre. El 31 de desembre, es va unir a la Força Q a Bône, a Algèria, per atacar combois enemics i la defensa de combois.
L'Ajax va quedar inhabilitat per una bomba de 450 kg llançada per un avió del II./SKG 10 o II./StG 3 que va impactar la sala de calderes "B" l'1 de gener de 1943 mentre estava a Bône, després del servei d'escorta del comboi; va ser remolcat el 7 de gener a Gibraltar per a reparacions temporals, que van continuar fins al febrer. Es van organitzar reparacions permanents als Estats Units i el van portar a Norfolk Navy Yard, Virginia; aquestes van durar fins al setembre. Durant les tasques de reparació, l'Ajax va ser equipat amb suports antiaeris de 40 mm quàdruples nord-americans amb disposició per a un radar britànic de control de foc tipus 282, IFF tipus 242 instal·lat i un radar de control de foc dels Estats Units va substituir el seu existent tipus 284. Després de proves posteriors a l'octubre, va tornar a Gran Bretanya, a través de les Bermudes, al novembre i es va completar l'adequació d'equips britànics. El 25 de desembre, l'Ajax va ser reincorporat a Portsmouth i es va unir a la flota domèstica de Scapa Flow una vegada més per realitzar treballs abans de tornar al Mediterrani el febrer de 1944 després de gairebé dos anys fora de servei, a part d'un parell de dies el gener de 1943.

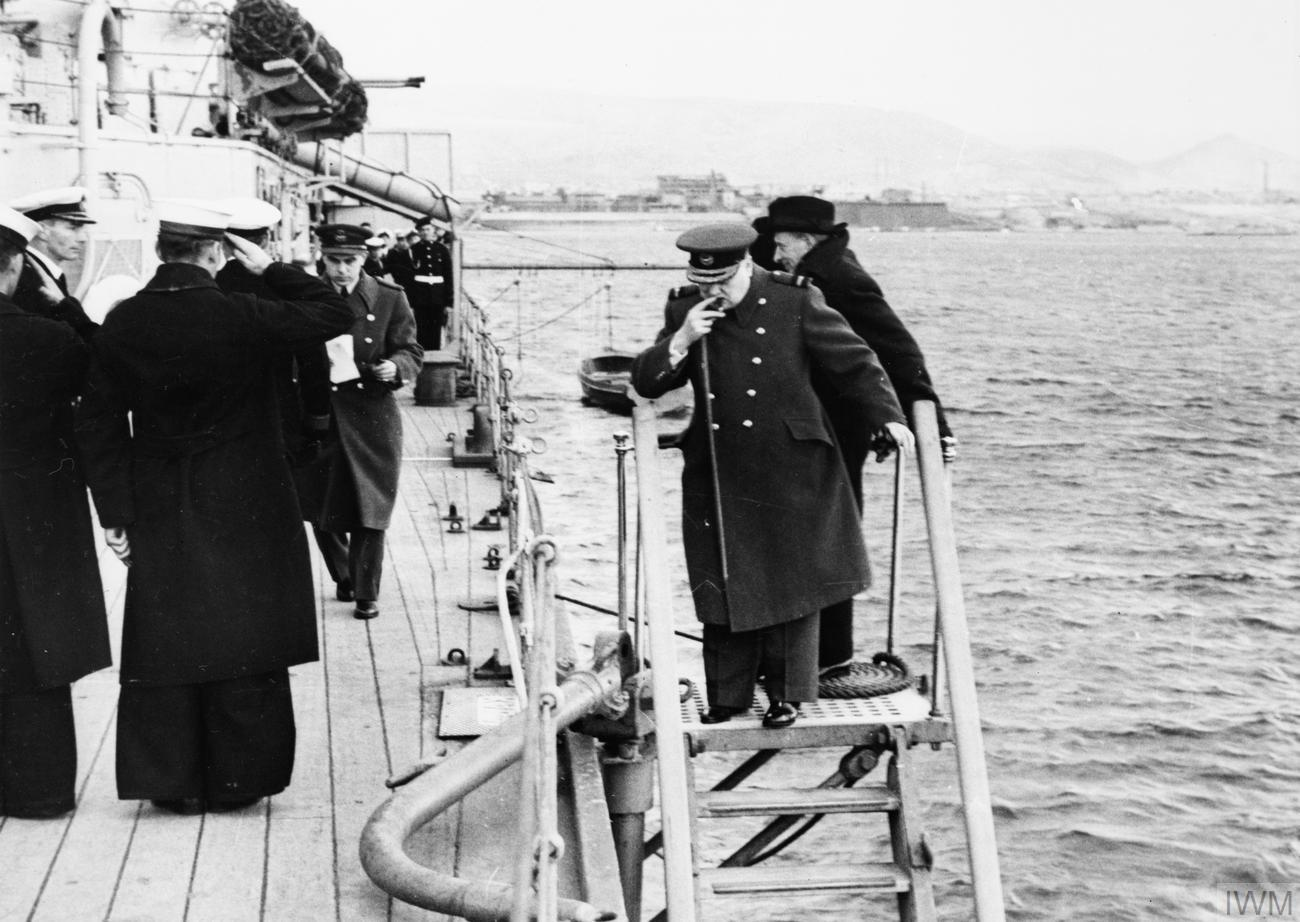
Winston Churchill abandona l'Ajax per assistir a una conferència a Atenes, el 28 de desembre de 1944. El capità Cuthbert: "Espero, senyor, que mentre estigueu amb nosaltres no haguem d'obrir foc... si se'ns demana que doni foc de suport ho hauré de fer". Winston Churchill: "Recordeu, capità, que he vingut aquí com una coloma de pau arrolladora, portant una branca de vesc al bec, però lluny de mi és impedir la necessitat militar"."

## El Dia D i postguerra
Com a part de la força K, l'Ajax va bombardejar Gold Beach durant la invasió del dia D; la bateria de Longues va causar problemes, però va ser silenciada per obusos de 6 polzades a través de les embrasures de dos de les quatre casamates. Més tard va donar suport als desembarcaments al sud de França. L''Ajax també va operar a l'Egeu durant la reocupació d'Atenes i la revolta comunista a Grècia.
Després de la guerra, l'Ajax es va fer servir per repatriar mariners alemanys de la tripulació de l'Admiral Graf Spee de l'Uruguai de tornada a Alemanya, una ironia històrica ja que l'Ajax havia estat membre de l'esquadra que va lluitar contra el vaixell alemany el 1939 i que finalment va provocar que l'enfonsessin. L'Ajax va ser assignat a la patrulla palestina de la Royal Navy i va participar en els esforços per aturar la immigració jueva il·legal a Palestina. El juliol de 1947 va participar en l'incident del Exodus 1947, en què va formar part del grup de treball de la Royal Navy que va sotmetre el vaixell d'immigrants il·legals i posteriorment el va escortar de tornada a Alemanya.

## Disposició final
L'Ajax va ser donat de baixa el febrer de 1948. Es van parlar de vendre'l a la Marina de Xile o a la Marina de l'Índia, però aquest darrer acord no es va materialitzar a causa de l'aparent desaprovació de Winston Churchill per la venda; creia que un vaixell tan important seria millor desballestar-lo per preservar-ne la història. Després d'encallar-se a Newport, Monmouthshire, el 9 de novembre de 1949 mentre era remolcat, va ser reflotat i va arribar degudament a Cashmore's, a Newport, Gal·les del Sud per a desballestar-lo el 18 de novembre de 1949.

## Record de l'Ajax
La ciutat d''Ajax, a Ontario, Canadà, va rebre el nom del creuer després de la batalla de Riu de la Plata. La ciutat també té carrers amb el nom de tots els membres de la companyia del vaixell, com Hobson Avenue i Harwood Avenue, que és el principal carrer nord-sud de la ciutat. Molts cartells de la ciutat porten la silueta del vaixell. L'ancora es troba davant de la secció local de la Legió Reial Canadenca .
El carrer Exeter va ser nomenat en honor del vaixell, després que HMS Exeter i HMS l'Ajax prestessin assistència als ciutadans de Concepción, després del terratrèmol de Chillán de 1939.
La campana de l'Ajax està en un monument a Montevideo, als afores de la duana del port, i va ser donat per l'almirall Sir Henry Harwood i Sir Eugen Millington-Drake en 1949.